# Хелениус, Никлас
Ни́клас Хеле́ниус Йе́нсен (дат. Nicklas Helenius Jensen; род. 8 мая 1991, Свенструп, Северная Ютландия) — датский футболист, нападающий клуба «Ольборг».

## Клубная карьера
Никлас Хелениус является выпускником академии «Ольборга». За основную команду клуба он дебютировал 16 мая 2010 года в матче против «ХБ Кёге». В сезоне 2012/13 Хелениус забил 16 мячей и отдал 7 голевых передач, став вторым в списке бомбардиров Датской Суперлиги и лучшим игроком сезона.
11 июня 2013 года было официально объявлено о переходе Хелениуса в английский клуб «Астон Вилла». 24 августа 2013 дебютировал за «вилланов» в Премьер-Лиге в матче с «Ливерпулем», закончившимся со счётом 1:0. Первый гол за клуб забил 4 января 2014 в матче третьего раунда Кубка Англии против «Шеффилд Уэнсдей»
В июле 2015 на постоянной основе вернулся в «Ольборг».

## Международная карьера
В составе сборной Дании Никлас Хелениус дебютировал 15 августа 2012 года матчем против Словакии.

## Статистика

### Матчи Хелениуса за сборную Дании
| Матчи Хелениуса за сборную Дании | Матчи Хелениуса за сборную Дании | Матчи Хелениуса за сборную Дании | Матчи Хелениуса за сборную Дании | Матчи Хелениуса за сборную Дании | Матчи Хелениуса за сборную Дании |
| -------------------------------- | -------------------------------- | -------------------------------- | -------------------------------- | -------------------------------- | -------------------------------- |
| №                                | Дата                             | Соперник                         | Счёт                             | Голы Хелениуса                   | Соревнование                     |
| 1                                | 15 августа 2012                  | Словакия                         | 1:3                              | —                                | Товарищеский матч                |
| 2                                | 14 ноября 2012                   | Турция                           | 1:1                              | —                                | Товарищеский матч                |

Итого: 2 матча / 0 голов; 0 побед, 1 ничья, 1 поражение.